# Love Over Gold
Love Over Gold är den brittiska rockgruppen Dire Straits fjärde studioalbum, utgivet i september 1982. Låten "Private Investigations" blev albumets hitlåt och nådde andraplatsen på brittiska singellistan. Albumets inledande låt, den mer än fjorton minuter långa "Telegraph Road", skrevs då Mark Knopfler reste med buss på just Telegraph Road (Highway 24) i Michigan, USA.

## Låtlista
Alla låtar är skrivna och komponerade av Mark Knopfler. 
| 1. | Telegraph Road         | 14:18 |
| 2. | Private Investigations | 6:46  |

| 3.           | Industrial Disease | 5:50  |
| 4.           | Love over Gold     | 6:17  |
| 5.           | It Never Rains     | 7:59  |
| Total längd: | Total längd:       | 41:13 |

## Medverkande
- Mark Knopfler – sång, gitarr
- John Illsley – basgitarr
- Pick Withers – trummor
- Alan Clark – keyboard
- Hal Lindes – gitarr

## Listplaceringar
| Lista (1982-1983) | Position              |
| ----------------- | --------------------- |
| Australien        | 1 (Kent Music Report) |
| Finland           | 1                     |
| Frankrike         | 2                     |
| Island            | 1 (DV Vinsældalisti)  |
| Kanada            | 6 (RPM)               |
| Nederländerna     | 1                     |
| Norge             | 1 (VG-lista)          |
| Nya Zeeland       | 1                     |
| Spanien           | 6                     |
| Storbritannien    | 1 (UK Albums Chart)   |
| Sverige           | 2 (Topplistan)        |
| USA               | 19 (Billboard 200)    |
| Västtyskland      | 4                     |
| Österrike         | 1                     |